# Chokatowela
Chokatowela /=blue spot in the middle/, jedna od bandi Brulé Indijanaca, šira skupina Teton. Lewis & Clark (1806) ih nazivaju Choke-tar-to womb, a J. O Dorsey (1897) među 13 njegovih bandi kao Čoka-towela. Kasniji popisi ih ne spominju.